# Station Omi-Hachiman
Station Ōmi-Hachiman  (近江八幡駅,  Ōmi-Hachiman-eki) is een spoorwegstation in de Japanse stad Ōmihachiman. Het wordt aangedaan door de Biwako-lijn (JR West) en de Ōmi-lijn (Ōmi Spoorwegmaatschappij). Het station heeft in totaal  vier sporen, gelegen aan één eilandperron, één zijperron (JR) en een enkel eilandperron (Ōmi).  Het perron van de Ōmi-lijn bevindt zich aan de zuidkant van het JR-station.

## Lijnen

### JR West
| 1   | ■ Biwako-lijn | richting Kusatsu en Kioto    |
| 2,3 | ■ Biwako-lijn | richting Maibara en Nagahama |

### Ōmi Spoorwegmaatschappij
| 1,2 | ■ Yōkaichi-lijn | richting Yōkaichi |

## Geschiedenis
Het station van JR werd in 1889 geopend als Hachiman, wat in 1913 veranderde in Shin-Hachiman, nadat een perron voor de Yōkaichi-lijn geopend werd. In 1919 kreeg het station de huidige naam. In 1981 werd er een nieuw station gebouwd.

## Overig openbaar vervoer
Bussen van Akakon en de Ōmi Spoorwegmaatschappij.

## Stationsomgeving
Het station bevindt zich in het centrum van Ōmihachiman.

### Openbare gebouwen
- Stadhuis van Ōmihachiman
- Cultuurcentrum van Ōmihachiman
- Hachiman-Seijukai-ziekenhuis
- Ōmihachiman-zwembad

### Banken
- Shiga Bank
- Kansai Urban Bank
- Kyoto Bank

### Winkels
- Ōmihachiman Shopper Square (winkelcentrum)
- Æon Ōmihachiman (winkelcentrum)
- Kentucky Fried Chicken
- Heiwadō (supermarkt)
- Al Plaza (supermarkt)
- Circle-K
- FamilyMart
- McDonald's
- K's elektronicawinkel
- Kahma (bouwmarkt)

### Overig
- Best Inn Hotel Ōmihachiman
- Green Hotel Yes Ōmihachiman
- Hotel New Ōmi
- Fabriek van Nippon Carbon